# Paul Théodore Auguste Bezanson
Pour les articles homonymes, voir Bezanson.
Paul Bezanson (1804-1882), commerçant, est maire de Metz et député protestataire au Reichstag allemand de 1877 à 1882.

## Biographie
Fils du capitaine André Bezanson, Paul Théodore Auguste Bezanson naît à Sarrelibre le 26 nivose de l’an XII. Après de solides études, Paul Bezanson devient commerçant, voyageant beaucoup dans les provinces rhénanes. Il s’établit à Metz, où il ouvre une mercerie. Paul Bezanson entre au conseil municipal de Metz dès 1860, ses qualités de gestionnaire y sont appréciées. Il devient par ailleurs juge suppléant, puis juge et enfin président du tribunal de commerce.
En 1871, après la première annexion allemande, il garde ses fonctions de conseiller municipal et succède au maire de Metz Félix Maréchal le 25 octobre 1871. Bien que devenu sujet de l'Empire allemand, il obtient la Légion d’honneur le 16 mars 1872. Le 30 décembre 1876, la Metzer-Zeitung annonce que « le vote du conseil municipal, pour continuer dans ses fonctions de maire M. Paul Bezanson, n’a pas été ratifié par l’empereur d’Allemagne ». Le 2 janvier 1877, Bezanson est révoqué pour être remplacé par le baron de Freyberg, qui prend aussitôt le titre de directeur de l'arrondissement de Metz-Ville. 
Maîtrisant parfaitement l’allemand, Paul Bezanson est élu le 10 janvier 1877 sur la liste protestataire au Reichstag, pour la circonscription de Metz-Campagne. Le 12 mars 1877, Paul Bezanson monte à la tribune du Reichstag, au nom de la" députation d’Alsace-Lorraine", pour faire entendre une protestation contre les événements de 1871. Il défendra à plusieurs reprises les intérêts de ses concitoyens, ce qui lui vaudra d’être réélu député de Metz au Reichstag le 30 juillet 1878 et le 27 octobre 1881.
Paul Théodore Auguste Bezanson décèdera à Metz le 27 septembre 1882.
Il est inhumé au Cimetière de l'Est à Metz. Son portrait en médaillon de bronze y est l'œuvre d'Emmanuel Hannaux.

## Décorations
- Chevalier de la Légion d'honneur en 1872[4]

## Sources
- (de) Georg Hirth, Hirth’s Parlaments-Almanach, Bd.: 12, Berlin, 1877 (lire en ligne)
- (de) Wahlperiode (1884 et 1887) - Elsaß-Lothringische Protestparteiqq sur Datenbank der deutschen Parlamentsabgeordneten.